# Hervormde kerk (Elim)
De Kerk van Elim  is een zaalkerk met een opvallende toren in het Drentse dorp Elim. De kerk is in 1997 aangewezen als rijksmonument. 
Elim is een betrekkelijk jong dorp, het ontstond in het laatste kwart van de 19e eeuw. In 1915 werd een Hervormde gemeente gesticht, die dankzij een schenking in 1916 een eigen kerk kon laten bouwen. 
De kerk is een zaalkerk van vijf traveeën met aan de voorzijde een torenlichaam dat uitloopt in een achtzijdige toren. 
Het orgel stamt uit 1932 en is gebouwd door Bakker & Timmenga uit Leeuwarden.